# Северни Хамгјонг
Северни Хамгјонг (кореј. 함경북도, Хамгјонгбук-до) једна је од девет провинција Северне Кореје. Њен главни град је Чонгџин.

## Подела
У провинцији Чаганг се налази 4 града и 12 округа.

### Градови
- Чонгџин
- Херјонг
- Кимчек

### Окрузи
- Хвадае
- Килџу
- Кјонгхунг
- Кјонгсонг
- Кјонгвон
- Мусан
- Мјонгчон
- Мјонган
- Онсонг
- Оранг
- Пурјонг
- Јонса